# Sophie Lothaire
Sophie Lothaire, egentligen Marguerite-Louise Odiot de Montroty, född 1736 i Paris, död 5 mars 1801 i Rouen, var en fransk skådespelare, balettdansös och teaterdirektör. Hon var direktör för teatern La Monnaie (numera känd som Belgiens nationalopera De Munt) i Bryssel 1777–1783.
Sophie Lothaire  var aktiv som figurativ balettdansös från 1753 och senare även som skådespelare. Hon avslutade sin danskarriär 1772. Tiden 1766–1774 ingick hon i det teaterkooperativ under D'Hannetaire som skötte Bryssels teater. Hon blev direktör för La Monnaie gemensamt med Louis-Jean Pin och Alexandre Bultos år 1777. Lothaire avslutade sin karriär som direktör för Monnaie av ekonomiska skäl 1783 och reste till Frankrike för att utkräva en fordran. 
Enligt satirikern François-Antoine Chevrier spelade hon alla former av roller likgiltigt väl (1762).